# 방학천
방학천(放鶴川)은 서울특별시 도봉구 방학동 도봉산에서 발원하여 중랑천으로 흘러드는 지방하천으로, 복개내(福開-) 또는 중천(中川) 등으로도 불렸다. 창동, 쌍문동, 방학동의 행정 경계를 만들었으며, 상류 부근에 연산군묘 등이 있다. 군데군데가 복개되어 있다.
방학동과 쌍문동의 아파트단지 사이로 조성된 발바닥공원, 2018년 조성된 방학천 문화예술거리 등을 끼고 있으며, 도봉구의 지역축제인 도봉구 등 축제가 매년 가을 이곳에서 열린다.